# .sv
.sv е интернет домейн от първо ниво за Салвадор. Администрира се от SVNet.

## Домейни от второ ниво
- edu.sv:	за образователни или изследователски институции
- gob.sv:	за правителствени институции
- com.sv:	за комерсиални цели и невключени в другите групи
- org.sv:	за нестопански организации
- red.sv:	За националната администрация